# Триполи (графство)
Графство Триполи — последнее из четырёх христианских государств крестоносцев, созданных после Первого крестового похода на территории Леванта. Оно было основано в Леванте в районе современного Триполи, северном Ливане и некоторых частях западной Сирии, где проживало население из христиан, друзов и мусульман. Когда франкские крестоносцы – в основном южнофранцузские войска – захватили этот регион в 1109 году, Бертран Тулузский стал первым графом Триполи в качестве вассала короля Иерусалимского Балдуина I. С этого времени управление графством определялось не только наследованием, но и такими факторами, как военная сила, поддержка того или иного кандидата и переговоры. В 1289 году графство Триполи пало под ударами Мамлюкского султаната во главе которого на тот момент был султан Калаун аль-Мансур:328.

## История
Основателем графства является граф Тулузский Раймунд IV, который стремился получить собственное владение в Святой земле. С 1101 года началась война за эту территорию между крестоносцами и арабскими эмирами. Триполи был важной стратегической целью, поскольку он связывал владения крестоносцев на юге и на севере (Иерусалимское королевство и княжество Антиохия). Это был плодородный и хорошо населенный район. В 1102 году Раймунд IV завоевал Тортосу, в 1104 году — Библ, в 1102—1103 годах крестоносцы начали осаду Триполи.
На природном хребте, который Раймунд IV назвал «Mons Peregrinus» (фр. Mont Pèlerin, англ. Mount Pilgrim), в 3 километрах от Триполи, он начал строительство большого замка, известного по-арабски как Калят Санджиль. Несмотря на эту новую крепость и закаленные в боях войска, осада Раймондом IV Триполи не смогла блокировать порт города из-за чего осаждённые могли пополнять резервы. Он умер 25 февраля 1105 года.
После смерти Раймунда на место графа Триполи претендовал Гильом Серданский, двоюродный брат и товарищ по оружию Раймунда IV, его поддерживал Танкред Тарентский князь Галилеи и Тивериады, но право на преемство было оспорено незаконным сыном Раймунда IV, Бертраном Тулузским. Бертран Тулузский, которого поддерживал Балдуин I Иерусалимский, прибыл на Ближний Восток со значительной армией и большим генуэзским флотом. Чтобы решить вопрос о правопреемстве, Болдуин I создал договор о разделе. В нём указывалось, что Гильом должен был удерживать северный Триполи и оказывать дань уважения Танкреду, в то время как Бертран должен был удерживать южный Триполи в качестве вассала Балдуина. Под объединенным натиском христиан Триполи пал 12 июля 1109 года, завершив создание Иерусалимского королевства. Когда Гильом умер в результате загадочного убийства от стрелы в сердце, Бертран стал первым графом Триполи:{{{1}}}.
Будучи вассалом Иерусалимских королей, Бертран Трипольский был втянут в войну с турками-сельджуками. В 1111 году Мавдуд ибн Алтунташ, турецкий военачальник, выступил против Антиохии и Эдессы. Бертран Трипольский и Балдуин I выступили на защиту христиан на севере. Присоединившись к Танкреду и графу Эдесскому Балдуину в битве при Шайзаре, они успешно защищали королевство.

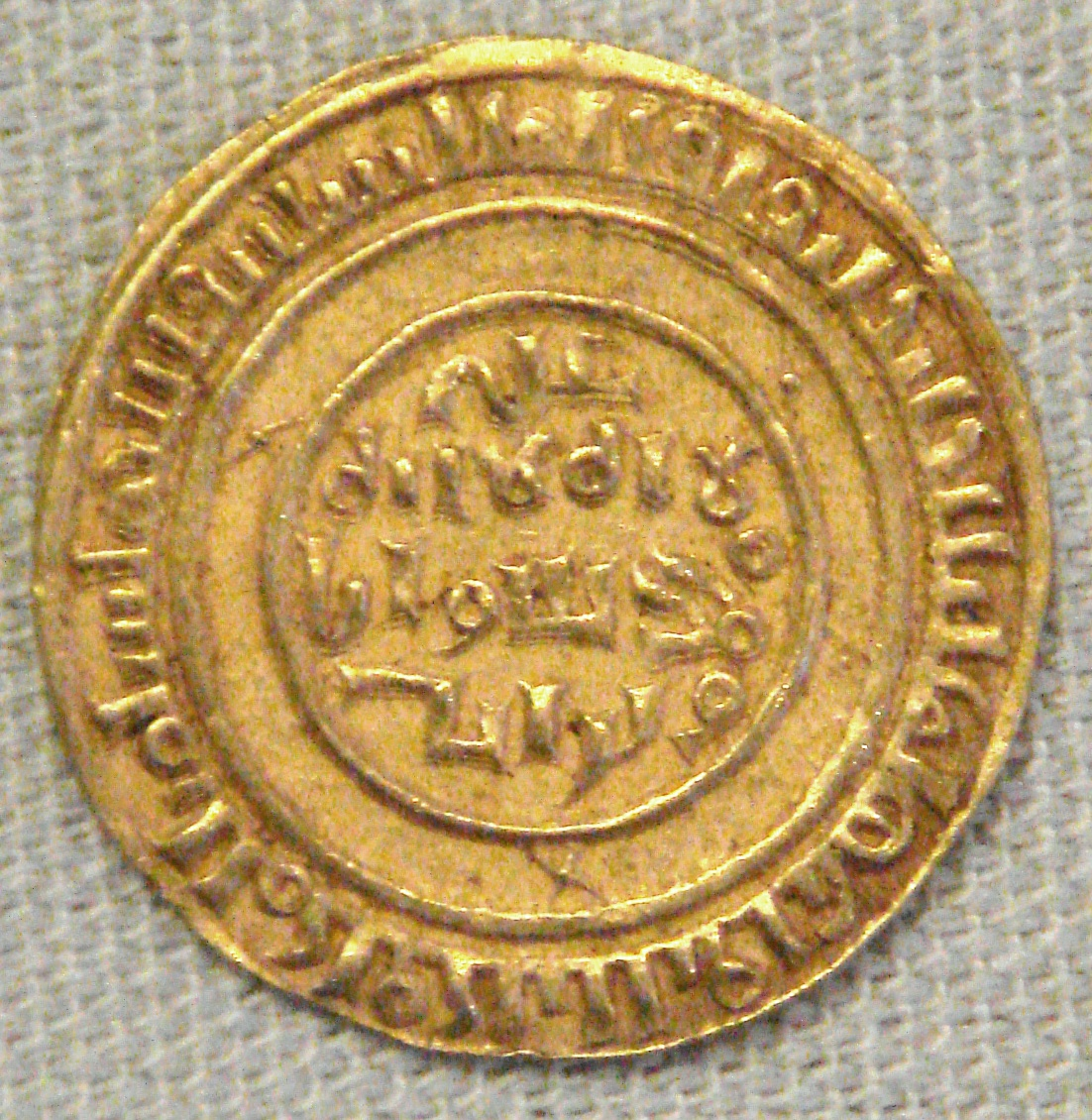
Монета крестоносцев, графство Триполи, около 1230 года.

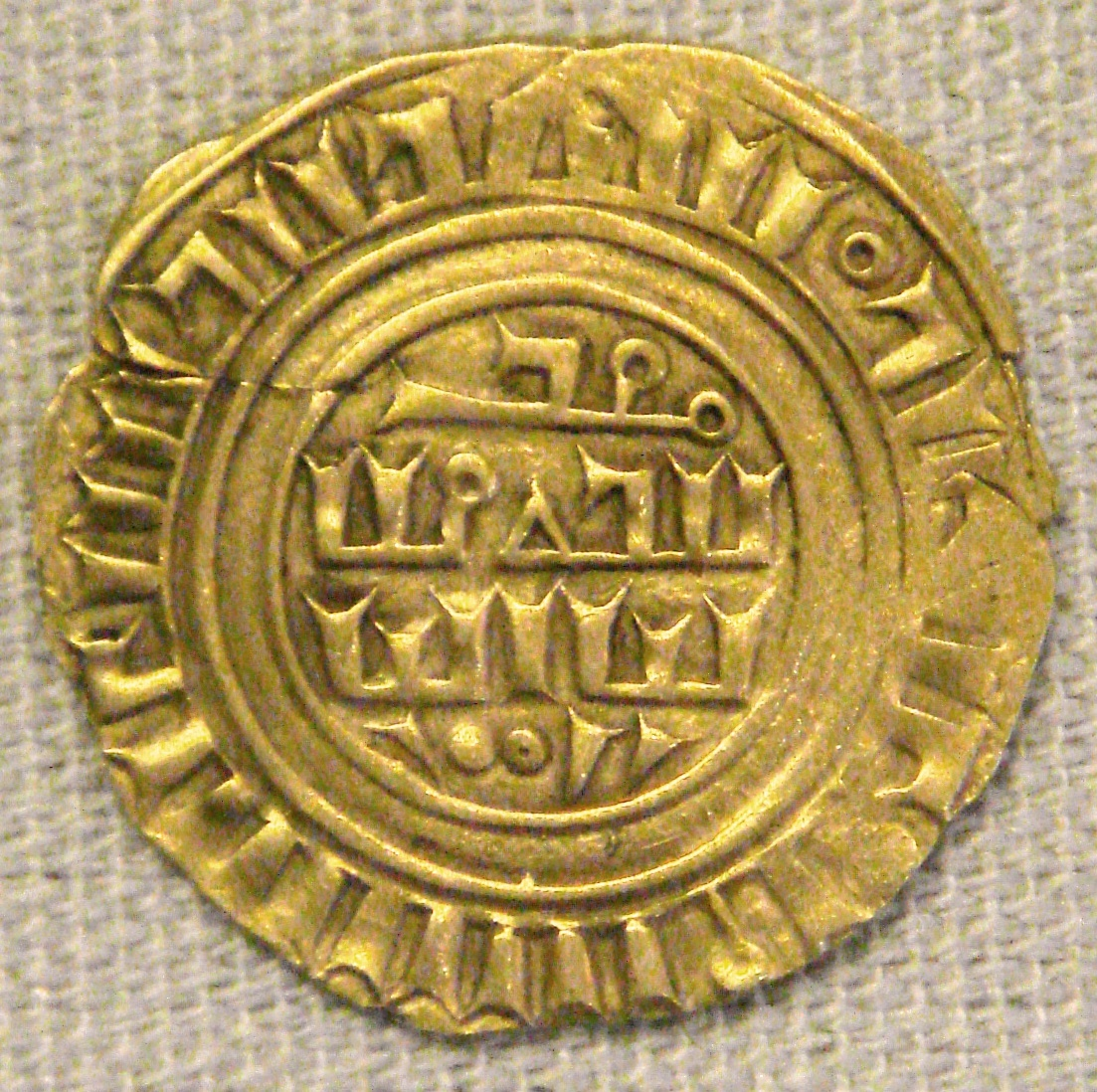
Монета крестоносцев, графство Триполи, около 1230 года.

Альфонс I Иордан был сыном Раймонда IV и его третьей жены Эльвиры Кастильской. Хотя Альфонс I Иордан родился в Триполи, он вырос во Франции. В 1147 году он присоединился ко второму крестовому походу, который был начат в ответ на потерю графства Эдесского захваченного турецкими войсками. Альфонс умер, возможно, отравленный, в Кесарии в 1148 году. У него был незаконнорожденный сын, Бертран Тулузский, который продолжал своё продвижение к Триполи. Граф Раймунд II, внук Бертрана Трипольского, нанял своих врагов Нур-ад-Дина и Унура Дамасского, чтобы противостоять своему двоюродному брату Бертрану. Турецкие войска, только недавно сражавшиеся с Раймоном II при осаде Дамаска, атаковали замок Арима (Аль-Арийма):{{{1}}}. Они захватили Бертрана Тулузского, который провёл следующие десять лет в мусульманских тюрьмах. Он был освобождён в 1159 году после вмешательства Мануила Комнина, императора Восточной Римской империи:{{{1}}}. Раймунд II позже вернул себе замок Арима. В 1152 году Раймонд II был убит ассасинами. Он был первой зарегистрированной немусульманской жертвой этой секты.
В 1119 году сельджукская империя вновь напала на Антиохию, выиграв битву при Сармаде. Однако граф Понс Трипольский и Балдуин II защитили Антиохию и в битве при Хабе успешно обороняли фланг христианских сил.
В 1125 году граф Понс Трипольский выступил против турок, которые снова напали на Эдессу, на этот раз осаждая город Аазаз. Понс Трипольский, Балдуин II и граф Эдесский заманили турок в засаду на равнинах, где турецкие войска потерпели поражение в битве.
29 июня 1170 года в Леванте произошло землетрясение. Были повреждены укрепления Крак-де-Шевалье, Шастель-Блан:{{{1}}} и Аль-арийма. Собор Святой Марии в Триполи был разрушен. Землетрясение 1170 года привело к кратковременному перемирию между Нур-ад-Дином и графством (в отличие от предыдущего менее сильного землетрясения 1157 года, когда боевые действия продолжались).
Максимальных размеров графство достигло к 1132 году. Для обеспечения своего господства крестоносцы выстроили множество замков (наиболее известны благодаря сохранившимся развалинам Крак и Мон-Пелерен). Важную военную силу представляли ордена иоаннитов и тамплиеров, которым на территории графства были пожалованы земельные наделы.
В экономике графства значительную роль принадлежала генуэзским купцам, которые пользовались широкими привилегиями во всех городах, а в 1109 году получили в полное распоряжение Библ. Номинально графство находилось в вассальном подчинении у Иерусалимского королевства, но фактически было от него независимо. Более тесная связь существовала у графства с Антиохийским княжеством.
После смерти Раймунда III (1187), последнего графа Триполи из Тулузской династии, и разгрома Салах-ад-дином в 1187 году Иерусалимского королевства, графство и Антиохийское княжество в начале XIII века были объединены под властью Боэмунда IV.
Боэмунд VII был графом Триполи и номинальным князем Антиохии с 1275 года до своей смерти. С 1275 по 1277 год Варфоломей, епископ Тортосы, был регентом Боэмунда VII. Павел из Сеньи, епископ Триполи, который был другом Великого магистра тамплиеров Гильома Божё, выступал против наследования Боэмунда VII. Эрнуль писал:
Это было началом войны между Боэмундом VII и тамплиерами.
Гай II Эмбриако из Гиблета (1277–1282 годы) был бывшим вассалом Боэмунда VII в Библосе. Обиды между ними привели к вражде, и это было частью более крупной торговой войны между Генуей и венецианцами. Тамплиеры стремились свергнуть Боэмунда VII, поддерживая Гая II Эмбриако. Боэмунд VII ответил разграблением штаба тамплиеров в Триполи и лесов в Монтроке. Эта акция привела к нерешительным боям в течение следующих месяцев в Ботроне, Форте Нефин, Сидоне и на море. В 1282 году Гай II Эмбриако и тамплиеры попали в засаду в Триполи. Гай II Эмбриако, его братья и кузены были заключены в тюрьму в форте Нефин и оставлены голодать. Его последователи были ослеплены. Тамплиеры были казнены без суда и следствия.
После смерти Гая II Эмбриако в 1282 году и Боэмунда VII в 1287 году в Триполи образовался вакуум власти. Правители графства Триполи организовали и выдвинули Бенедетто I Дзаккарию (1235–1307 годы), могущественного генуэзского купца. Они поощряли генуэзцев идеей взять под свой контроль графство. В Триполи особый социальный статус был предоставлен выходцам из крупных торговых городов Европы, особенно из приморских республик Италии (например, Венеции). Однако они не были причислены к аристократии:{{{1}}}. Коммуны избрали Варфоломея Эмбриако на пост главы города Триполи. Он также способствовал развитию торговли с генуэзцами. У Боэмунда VII не было потомства. Его мать, Сибилла Армянская, не принимала участия в престолонаследии, потому что была другом епископа Тортосы Варфоломея, считавшегося врагом Триполи. Младшая сестра Боэмунда VII, Люси, обосновалась в форте Нефин при поддержке рыцарей-госпитальеров. В конце концов, Бартоломью Эмбриако и коммуны решили, что они не могут править. Бенедетто I Дзаккариа отказался править страной. Таким образом, после переговоров Люсия стала графиней Триполи в 1288 году.
Постоянные междоусобицы, нехватка ресурсов, ряд неурожаев, изменения в торговых путях и местной экономике, а также мусульманское и монгольское военное давление привели к упадку Иерусалимского королевства:{{{1}}}. К 1280-м годам осталось только два государства крестоносцев: остатки Иерусалимского королевства и графство Триполи. Несмотря на то, что мамлюкское правительство Египта заключило договор с графством, в марте 1289 года Триполи вступил в союз с монголами, и в результате султан Египта Калаун аль-Мансур напал на графство. В 1289 году Триполи захватил египетский султан Калаун ал-Алфи. Дольше всего на территории графства оказывала сопротивление мамлюкам находившаяся в руках тамплиеров Тортоса, павшая в 1291 году. Несмотря на отчаянное сопротивление на территории графства, оно пало и было поглощено мамлюками.

## Структура управления

### Владения и вассалы
Протяженность границ графства Триполи определялась отчасти существовавшими ранее ромейскими границами, а отчасти победами в битвах, договорённостями с соседними крестоносными государствами. В период своего расцвета графство контролировало береговую линию от Мараклеи на севере до Бейрута на юге. В глубине страны контроль графства распространялся на крепость Крак-де-Шевалье. Богатые внутренние сельскохозяйственные земли Хомсской впадины. Графство было разделено на «лордства»; районы, расположенные примерно вокруг его прибрежных портов. Сам граф Триполи владел городом Триполи и его окрестностями. Он также контролировал враждебный регион с замком Монферран, ныне современный Барен, Сирия, лежащий на востоке. Примерно четверть земель, захваченных вокруг Триполи, была отдана генуэзцам в качестве платы за военную помощь. Генуэзскому адмиралу Гульельмо Эмбриако был пожалован город Библос.

### Оммаж королю
Несмотря на свой вклад в его создание, Болдуин I не контролировал непосредственно графство Триполи. Тем не менее, графство Триполи было обязано ему присягой на верность и оммажем, а он, в свою очередь, оказывал поддержку графству в трудные времена.

### Оборона
Занимая узкую прибрежную равнину, горный хребет за ней был естественной оборонительной линией для графства. Для защиты горных перевалов было построено несколько крепостей-замков. Мусульманские войска (турки и египтяне) периодически нападали на графство Триполи вдоль его границ, особенно на востоке:{{{1}}}. В 1137 году Раймонд II, правящий граф, потерял контроль над Монферраном. Мусульманские позиции укрепились, когда силы ассасинов (исмаилиты-низариты) сформировались в горах Ансария на севере. В 1144 году, чтобы усилить оборону графства, особенно против Зенги из Мосула, Раймунд II дал рыцарям-госпитальерам большие участки пограничной земли вдоль равнины Букайа. Сюда входили замки Крак-де-Шевалье, Аназ, Телль-Калах, Калаат-эль-Фелис и Мардабех:{{{1}}}. В 1150-х годах оборона была дополнительно усилена присутствием рыцарей-тамплиеров в Тартусе на берегу моря.

### Религия
В религиозных вопросах графство и Иерусалимское королевство должны были следовать указаниям латинского патриарха Иерусалима. Однако один из графов Триполи, Понс Трипольский, заключил союз с Антиохией и признал верховенство латинского патриарха Антиохии. Это было так даже после Папского эдикта об обратном.

## Правители графства
Тулузский дом
- Раймунд I Тулузский (умер в 1105)

Барселонский дом, Серданская ветвь
- Гильом Иордан Серданский (1105—1109)

Тулузский дом
- Бертран Тулузский (1108—1112)
- Понс (1112—1137)
- Раймунд II (1137—1152)
- Раймунд III (1152—1187)

Аквитанский дом, Антиохийская ветвь
- Раймунд IV Антиохийский (1187—1189)
- Боэмунд IV Антиохийский (1189—1233)
- Боэмунд V Антиохийский (1233—1252)
- Боэмунд VI Антиохийский (1252—1275)
- Боэмунд VII (1275—1287)
- Люсия (1287—1289)